# LOVE×Singles2
『LOVE×Singles2』（ラブ・シングルス・ツー）は、榊原ゆいの2枚目のシングルコレクション。2013年1月30日にLOVE×TRAX☆Recordsから発売された。

## 概要
前作『LOVE×Singles』から約3年6ヶ月ぶりのリリースとなるシングルコレクション。CD+DVDの仕様で発売され、DVDには、2011年10月9日に中野サンプラザにて行われた『Happy☆LOVE×ライブ2011』の模様が収録されている。本作の特徴として世界観が共有する曲が2曲毎に配置されており、「Kyuru-Run☆Star」をフィナーレに据えて締めくくられるような流れになっている。選曲については榊原曰く「新たな気持ちで聴いてくれる」との想いでまとめたという。また、前ナレは榊原の父が担当している。

## 収録曲
1. Far Away [4:33][1]
作詞・作曲：榊原ゆい / 編曲：香川大稀・芝千友
PCゲーム『Figurehead』オープニングテーマ
2. アイノウタ [5:28][1]
作詞・作曲：榊原ゆい / 編曲：香川大稀・芝千友
PCゲーム『Figurehead』エンディングテーマ
3. SHINING STAR [5:28][1]
作詞・作曲：榊原ゆい / 編曲：不知火つばさ（Angel Note）
PS2用ゲーム『いつか、届く、あの空に。 〜陽の道と緋の昏と〜』セカンドオープニングテーマ
4. Marionette [4:13][1]
作詞・作曲：榊原ゆい / 編曲：井ノ原智（Angel Note）
PCゲーム『PYGMALION』オープニングテーマ
5. 背徳の円舞曲 [4:13][1]
作詞・作曲：榊原ゆい / 編曲：井ノ原智（Angel Note）
PCゲーム『PYGMALION』エンディングテーマ
6. Happy⇔Lucky X'mas♪ [3:58][1]
作詞・作曲：榊原ゆい / 編曲：不知火つばさ（Angel Note）
7. I remembers [6:23][1]
作詞・作曲：榊原ゆい / 編曲：原田勝通
8. Let's start now [3:59][1]
作詞：中山♡マミ（Angel Note） / 作曲・編曲：不知火つばさ（Angel Note）
PCゲーム『空を仰ぎて雲たかく』オープニングテーマ
9. I don't wanna forget [4:04][1]
作詞：中山♡マミ（Angel Note） / 作曲・編曲：椎名俊介（Angel Note）
PCゲーム『空を仰ぎて雲たかく』・PSP版『空を仰ぎて雲たかく Portable』エンディングテーマ
10. Blue mind [4:40][1]
作詞・作曲：榊原ゆい / 編曲：井ノ原智（Angel Note）
PCゲーム『時を奏でる円舞曲』オープニングテーマ
11. eternity [5:29][1]
作詞・作曲：榊原ゆい / 編曲：椎名俊介（Angel Note）
PCゲーム『時を奏でる円舞曲』エンディングテーマ
12. Desire [4:17][1]
作詞・作曲：榊原ゆい / 編曲：林達志
PCゲーム『Chaos Labyrinth -ケイオスラビリンス-』オープニングテーマ
榊原曰く「疾走感のあるダークめな楽曲」[4]。
13. Kyuru-Run☆Star [3:38][1]
作詞：榊原ゆい / 作曲・編曲：林達志
クリィミーマミや魔女っ子メグちゃんに代表される魔法少女をイメージして書いた曲[4]。

DVD（初回限定盤のみ）
1. Happy☆LOVE×ライブ2011